# Churi egyházmegye
A Churi Egyházmegye (latinul: Diœcesis Curiensis) a svájci katolikus egyház területe, exempt egyházmegyéje. A svájci Graubünden (Grisons), Schwyz, Glarus, Zürich, Nidwalden, Obwalden és Uri kantonokra terjed ki.
A modern katolikus egyházmegyét meg kell különböztetni a történelmi Churi Hercegpüspökségtől, a Német-római Birodalom egyik államától.

## Történelem
Chur püspökét először 451/452-ben említik, amikor Szent Asimo püspöke részt vett a milánói szinóduson,  de valószínűleg egy évszázaddal korábban már létezett. A szék eleinte Milánó érsekéé volt, de a verduni békeszerződés (843) után Mainzé lett. A politikai változások következtében 1803-ban azonnal a Szentszék alá tartozott.
A helyi hagyományok szerint Chur első püspöke Szent Lucius volt, aki állítólag 176 körül halt mártírként Churban, és akinek ereklyéit a katedrálisban őrzik. Szent Luciust az egyházmegye fővédnökeként tisztelik. Az országnak nagyon súlyos küzdelmeket kellett vívnia a keresztény hitért. Theodorik, az osztrogótok és az őt követő longobárdok királya a hatodik és a hetedik században megkísérelte bevezetni az arianizmust .
A püspök hamarosan hatalmas világi hatalomra tett szert, különösen azután, hogy uralmait 831-ben egyedül a Birodalomtól tették függővé. A Barbarossa császár és III. Sándor pápa közötti vitában Egino churi püspök a császár mellé állt, és 1170-ben a Birodalom hercegi címével jutalmazták meg. A püspök a város ideiglenes ura volt. A Churi Hercegpüspökség a Német-római Birodalom független állama lett, emiatt a határai eltértek az egyházmegye határaitól.
Svájc tizennegyedik és tizenötödik századi szabadságharcai, később pedig Zwingli és Kálvin titkos prédikációi nagy kárt okoztak az egyházmegyének, különösen, hogy a katolikus papság elhanyagolta a nép oktatását. A püspök az 1526-os reformációval, miután több nemes és város protestánssá vált, hatalmának nagy részét elvesztette. A reformációt 1524-ben Churban nyilvánosan is kihirdették, és a két katolikus templomot, Szent Mártont és Szent Regulát átadták a protestánsoknak, akik a mai napig birtokukban tartják azokat. A püspök elmenekült, adminisztrátorát, Theodore Schlegel apátot pedig nyilvánosan lefejezték (1529. január 1.). Thomas Planta püspök, Borromeo Szent Károly barátja, megpróbálta, de sikertelenül, visszaszorítani a protestantizmust. Valószínűleg megmérgezve halt meg 1565. május 5-én. (Lásd Camenisch, "Carlo Borromeo und die Gegenreform im Veltlin", 1901.) Húsz évvel később Szent Károly a kapucinusokat küldte a veszélyeztetett területre, de II. Péter (de Rascher) püspök nem volt hajlandó befogadni őket. Utóda, V. János (Flugi d'Aspermont, 1601-27) püspök, egy szentéletű és bátor ember volt, igyekezett helyreállítani a katolikus vallást, de háromszor is menekülni kényszerült (1607, 1612 és 1617), és több éven át véres háború folyt a katolikusok és a protestánsok között. Végül az újonnan felállított Propaganda Kongregáció megbízta a kapucinusokat, hogy "mentsék meg a katolikus hitet" a nép körében (1621). A misszió első kapucinus elöljárója Sigmaringeni Szent Fidél volt, akit a Sewisből a Churtól északra fekvő Grüschbe tartó úton (1622. április 24-én) megöltek a parasztok, akiket a protestáns prédikátorok prédikációi felbőszítettek. E mártír néhány ereklyéjét a churi székesegyházban őrzik. A második missziót, Misocco és Calanca misszióját, az egyházmegye déli részén, 1635-ben bízták a kapucinusokra. Ez a két misszió, Rhætiæ és Mesauci, apostoli prefektus lett, olasz kapucinusok felügyelete alatt, és ezek a prefektusok a Graubünden kantonban lévő Obervaz és Cama városokban laktak.
Számos szent és rendkívüli ember járult hozzá a Churi egyházmegye pompájához. Négy püspökét szentként tisztelik: Szent Asimo (450 körül), Szent Valentinianus (530–548), Szent Ursicinus (megh. 760) és Szent Adalbert (1151–60).
Szent Zsigbert 600 körül virágzott, Szent Pirminus egy évszázaddal később; A kilencedik században élt Szent Flórián, akit az egyházmegye második patrónusának választott, Szent Gerold remete a tizedikben. Theodosius Florentini kapucinus, 1860-tól haláláig (1865. február 15.) általános helynök, igen jeles misszionárius volt; 1852-ben felállította a Keresztkórházat Churban; ezt megelőzően már két női kongregációt alapított, az egyik a gyermekek oktatására, a másik a betegek ápolására.

## 1906-ban
A "Kirchliches Handlexicon" (München, 1906) szerint az egyházmegye katolikus lakossága 248 887 fő (nem katolikusoké 431 367 fő). A 358 világi és 226 egyházi pap mintegy 201 plébániát felügyelt, emellett számos káptalan és missziós állomás működött. A legnagyobb katolikus közösség Zürichben van (43 655 fő). Az apostoli prefektúrák 35 kapucinusának 1906-ban 79 kápolnát tartottak fenn. Három bencés apátság - Einsiedeln, Engelberg és Disentis - az egyházmegye területén található, és a Sachselnben található Flüei Szent Miklós-templommal együtt zarándokhelyek. Churban egyházi szeminárium működött, emellett főiskolák voltak Schwyzben, Disentisben, Einsiedelnben, Engelbergben, Sarnenben és Stansban. Az egyházmegyéhez kilenc férfi és tíz női rend (ferencesek, ágostoniak, domonkosok, bencések és mások), valamint tizenegy kongregáció tartozik.

## A Liechtensteini Hercegség elválasztása Churtól
II. János Pál pápa 1997-ben az Ad satius consulendum apostoli alkotmányban felállította a Vaduzi főegyházmegyét. Ezt megelőzően a Churi Egyházmegye Liechtensteini esperessége volt. A korábbi churi püspök, Wolfgang Haas az érsekség megalapítása óta Vaduz érseke.

## A püspökök névsora
Az egyházmegye ismert püspökeit az alábbi lista tartalmazza. Vagy a hivatalban töltött éveik, vagy a halálozás dátuma szerepel a nevük után.
1. Asinio (451)
2. Valentian (meghalt 548-ban)
3. Paulinus (548)
4. Theodor (599–603)
5. Viktor I (614)

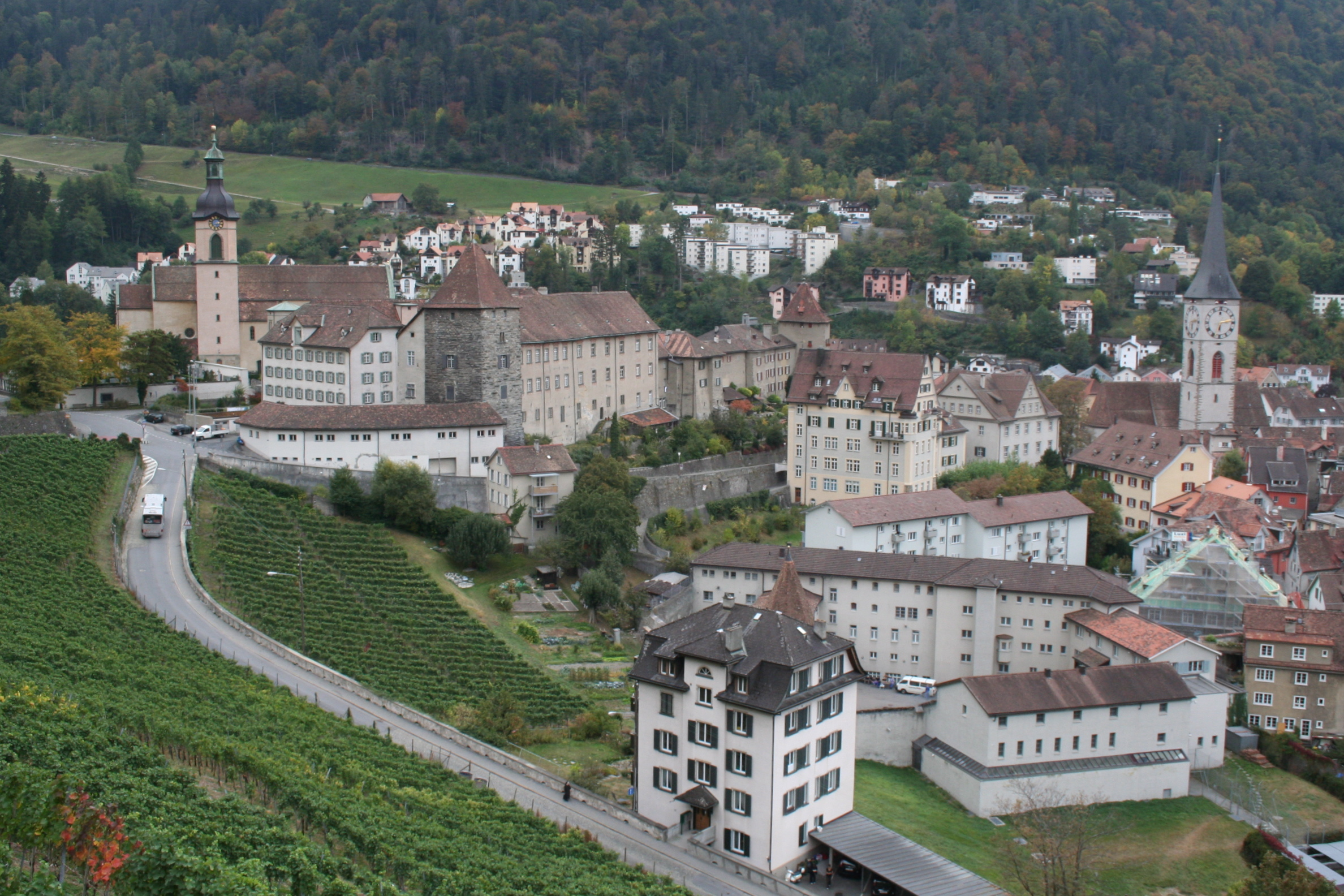
Balra: Chur püspöki udvara

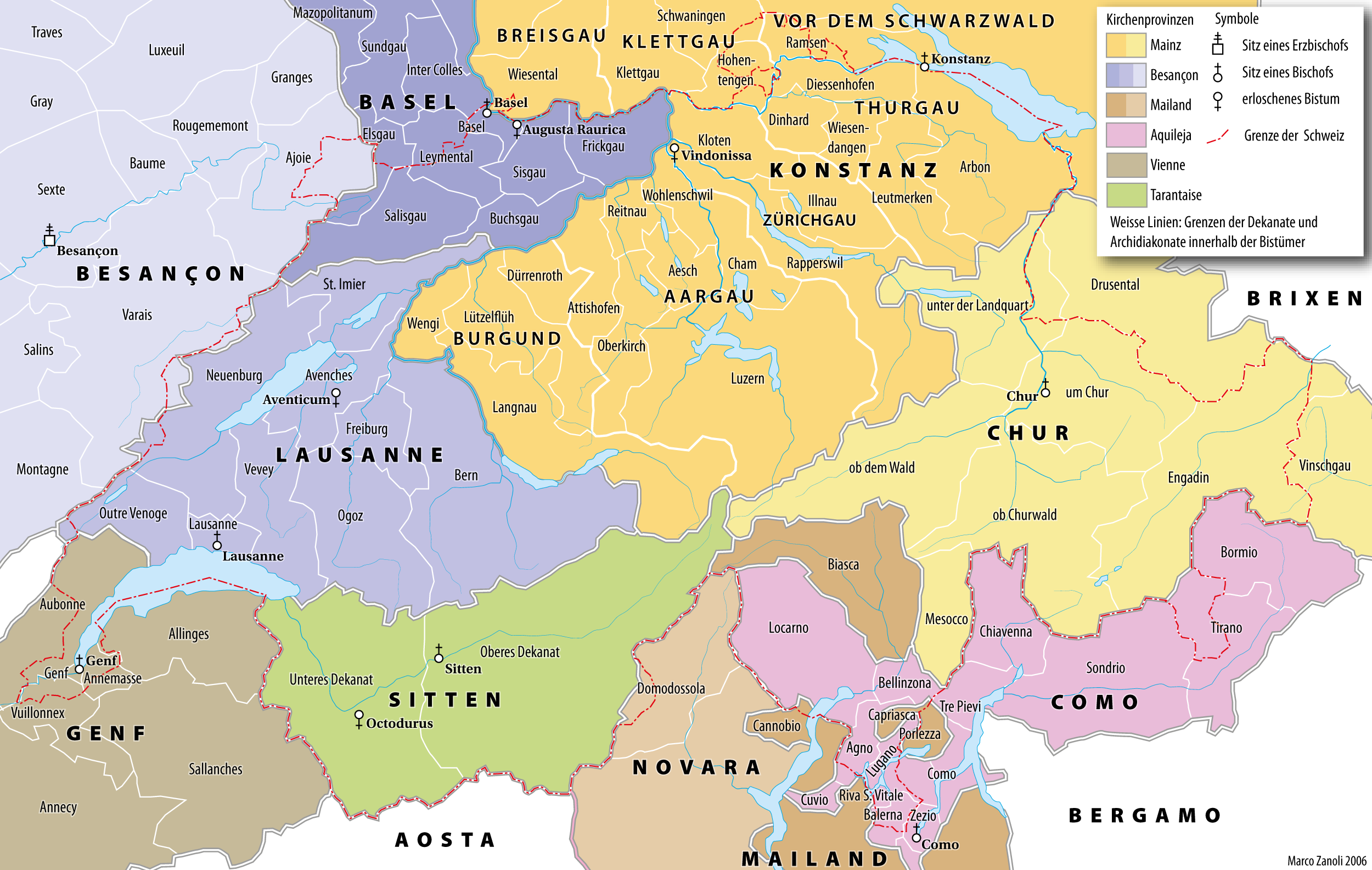
Svájc történelmi püspökségei

6. Paschalis (7. század utolsó harmada)
7. II. Viktor (8. század eleje)
8. Vigilius (8. század első fele)
9. Tello (759/60 – 765, kezdődött a második katedrális)
10. Constantius (773/74)
11. Remedius (791/96 – 806)
12. Viktor III (822/23–831)
13. Verendar (836–843)
14. Esso (849–868)
15. Ruodhar (Rothar) (888 előtt halt meg)
16. Diotolf (Theodolf) (888–913)
17. Waldo (920-940, meghalt 949-ben)
18. Hartbert (951–972)
19. Hiltibald (976–988)
20. I. Ulrich (1006–1024)
21. Rupertus (Ruopert) (?)
22. Hartmann I. (1030–1036, meghalt 1039-ben)
23. Dietmar von Montfort (1040–1061, meghalt 1070-ben)
24. Heinrich I von Montfort (1070-1078)
25. Norbert (1080-1087, meghalt 1088-ban)
26. Ulrich II von Tarasp (1087-1095)
27. Wido (1096–1122, első herceg-püspök)
28. Konrad I von Biberegg (1123–1142)
29. II. Konrád (1142–1150)
30. Adalgott (1151–1160)
31. Egino von Ehrenfels (1160-1168)
32. Ulrich III von Tegerfelden (1170–1179)
33. Bruno (1180)
34. Heinrich II von Arbon (1180, 1192)
35. Arnold I (1199)
36. Reinher della Torre (1194-1209)
37. Arnold II von Matsch (1209-1221)
38. Rudolf I von Güttingen, OSB (1224–1226)
39. Berthold von Helfenstein (1228-1233)
40. Ulrich IV von Kyburg (1233/34–1237)
41. Volkard von Neuburg (1237-1251)
42. Heinrich III von Montfort, OP (1251–1272, 1268-ig csak választott püspök)
43. Konrad III von Belmont (1273–1282, 1278-ig csak választott püspök)
44. Friedrich I von Montfort (1282–1290, 1287-ig csak választott püspök)
45. Berthold II von Heiligenberg (1291–1298 egyetlen választott püspök)
46. Siegfried von Gelnhausen (1298-1321)
47. Rudolf II von Montfort (1322, 1322–1325 adminisztrátor, konstanzi püspök 1322–1334)
48. Johannes I Pfefferhard (1325-1331)
49. Ulrich V (Ribi) von Lenzburg, OESA (1331–1355)
50. I. Péter Wurst (Jelito) (1356–1368, szintén 1368–1371 Leitomischl püspöke, 1371–1381 Magdeburg érseke, 1381–1387 Olmütz püspöke)
51. Friedrich II von Erdingen (1368–1376, kinevezett püspök, egyben 1376–1396 Brixen püspöke)
52. Johannes II (Ministri) von Ehingen (1376–1388, 1377-ig[?] csak választott püspök)
53. Hartmann II von Werdenberg-Sargans (1388–1416, 1412-ig[?] csak megválasztott püspök)
54. Johannes III. Ambundii (1416–1418, 1418–1424 rigai érsek is)
55. Johannes IV Naso (Naz) (1418–1440)
56. Konrad von Rechberg zu Hohenrechberg (1440–1441 adminisztrátor)
57. Heinrich IV Freiherr von Hewen (1441–1456 adminisztrátor, egyben 1436–1462 konstanzi püspök)
58. Antonio de Tosabeciis (1456-ban nevezték ki püspökké)
59. Leonhard Wismair (1456–1458 csak választott püspök)
60. Ortlieb von Brandis (1458-1491)
61. Heinrich V von Hewen (1491-1505)
62. Paul Ziegler (1505–1509 rendszergazda)
63. Lucius Iter (1542-1549)
64. Thomas von Planta (1550–1565, valószínűleg megmérgezve[2])
65. Beat à Porta (1565–1581)
66. Peter de Raschèr (1581-1601)
67. Johann V Flugi von Aspermont (1601-1627)
68. Joseph Mohr (1627-1635)
69. Johann VI Flugi von Aspermont (1636-1661)
70. Ulrich VI de Mont (1661–1692)
71. Ulrich VII von Federspiel (1692–1728)
72. Joseph Benedikt von Rost (1729-1754)
73. Johann Baptist Anton von Federspiel (1755-1777)
74. Johann Franz Dionys von Rost (1777-1793)
75. Karl Rudolf von Buol-Schauenstein (1794–1833, utolsó herceg-püspök, egyben 1824–1833 St. Gallen püspöke)
76. Johann Georg Bossi (1835–1844, 1835–1836 St. Gallen püspöke is)
77. Kaspar de Carl ab Hohenbalken (1844-1859)
78. Nikolaus Franz Florentini (1859-1876)
79. Kaspar Willi, OSB (1877-1879)
80. Franz Konstantin Rampa (1879-1888)
81. Johannes Fidelis Battaglia (1889-1908)
82. Georgius Schmid von Grüneck (1908-1932)
83. Laurenz Matthias Vincenz (1932-1941)
84. Christianus Caminada (1941-1962)
85. Johannes Vonderach (1962-1990)
86. Wolfgang Haas (1990-1997)
87. Amédée Grab, OSB (1998–2007)
88. Vitus Huonder (2007–2019)
89. Joseph Maria Bonnemain (2021–)[4]

## Szomszédos egyházmegyék
- Luganói egyházmegye (délnyugat)
- Sioni egyházmegye (nyugat)
- Bázeli egyházmegye (nyugat)
- Freiburgi főegyházmegye (északnyugat)
- Sankt Gallen-i egyházmegye (észak)
- Vaduzi főegyházmegye (észak)
- Innsbrucki egyházmegye (kelet)
- Bolzano-Bressanonei egyházmegye (délkelet)
- Comói egyházmegye (dél)
- Einsiedelni területi apátság (enklávé)

## Fordítás
Ez a szócikk részben vagy egészben  a   Roman Catholic Diocese of Chur című angol Wikipédia-szócikk ezen változatának fordításán alapul.  Az eredeti cikk szerkesztőit annak laptörténete sorolja fel. Ez a jelzés csupán a megfogalmazás eredetét és a szerzői jogokat jelzi, nem szolgál a cikkben szereplő információk forrásmegjelöléseként.